# Parroquia Ayacucho
La Parroquia Ayacucho es uno de los sectores tradicionales y emblemáticos de Guayaquil, Ecuador. 

## Historia
Su historia está profundamente ligada al astillero, que fue un elemento clave en el desarrollo del puerto. En sus inicios, el astillero de Ayacucho se dedicaba a la construcción de barcazas y gabarras de madera, un testimonio de la importancia del río Guayas como vía de transporte y comercio. Con el tiempo, y ante la modernización de la industria, la construcción naval en la parroquia comenzó a utilizar hierro en lugar de madera. Esta tradición continúa hoy en día, con algunos de los astilleros más antiguos aún en operación, como el varadero Barcelona en el sector de Portete y José Urbina.
El origen del nombre "Ayacucho" se remonta a la famosa batalla homónima de 1824, donde el general Antonio José de Sucre derrotó a las fuerzas españolas, consolidando así la independencia de Perú. Esta batalla fue una de las más importantes en las guerras de independencia sudamericanas, y Ecuador contribuyó significativamente al esfuerzo con 10.000 hombres y recursos financieros.

## Límites
La Parroquia Ayacucho está delimitada al norte por la calle Gómez Rendón, al sur por la calle Venezuela, al este por la ría del Guayas, y al oeste por la avenida Quito. Estos límites enmarcan un sector que ha sido testigo del crecimiento urbano de Guayaquil y que conserva vestigios de su pasado industrial junto a nuevos desarrollos residenciales y comerciales.

## Electores
El número de electores en el área urbana de Guayaquil ha disminuido, según los registros del CNE. La parroquia urbana Ayacucho ha perdido votantes entre 2017 y 2023. En 2017, la parroquia contaba con 21.447 electores, pero para 2023, ese número se redujo a 16.931, lo que representa una disminución del 21,1%.

## Lugares de interés
La Parroquia Ayacucho alberga varios lugares de interés que destacan tanto por su valor histórico como por su importancia en la vida diaria de sus habitantes:
- Estadio George Capwell: Inaugurado en 1942, este estadio fue inicialmente concebido para la práctica del béisbol por George Capwell, un estadounidense que fungió como primer presidente de la Empresa Eléctrica del Ecuador. Con el tiempo, el fútbol ganó protagonismo, y el estadio se convirtió en la sede del Club Sport Emelec.
- Iglesia Católica Sagrado Corazón de Jesús: Situada en la calle Chimborazo, entre las calles Portete de Tarqui y General José Goméz, esta iglesia es un símbolo de la religiosidad de la parroquia, con un altar de mármol que destaca por exhibir el escudo del Ecuador.[3]
- Parque España: Es un parque antiguo de casi 100 mts cuadrados de extensión (un cuadra), ubicado justo frente a la iglesia Sagrado Corazón de Jesús por el lado de la calle Chimborazo.[4] A principios del siglo XX, el sur de Guayaquil comenzó a poblarse, y el 18 de diciembre de 1915 se bautizó un área como "Plaza Ecuador". Originalmente un solar vacío con pocas casas y una iglesia, fue embellecido por los residentes españoles, lo que llevó a que en 1920 el Cabildo de Guayaquil renombrara el lugar como "Plaza España". El 8 de octubre de 1929, tras la instalación de nuevos juegos, se renombró nuevamente como "Parque Infantil España". En 1935, el monumento a Benalcázar fue trasladado a este parque desde la avenida Rocafuerte.[4]
- Astilleros: Los astilleros de Ayacucho, como el varadero Barcelona, continúan siendo un legado vivo de la tradición naval del puerto de Guayaquil.

#### Otros lugares destacados
La Clínica Alcívar, la Empresa Eléctrica del Ecuador (sede Guayaquil), y el complejo de la Federación Deportiva del Guayas también son puntos de referencia importantes dentro de la parroquia.